# Ronnie Lott
Ronald Mandel Lott, detto Ronnie (Albuquerque, 8 maggio 1959), è un ex giocatore di football americano statunitense che ha giocato nei ruoli di cornerback e safety per quindici stagioni nella National Football League (NFL) negli anni ottanta e novanta. Fu scelto nel corso del primo giro (8º assoluto) del Draft NFL 1981 dai San Francisco 49ers. Al college ha giocato a football a USC.
Indotto nella Pro Football Hall of Fame nel 2000, è largamente considerato uno dei migliori defensive back della storia della NFL.

## Carriera professionistica
Dopo il college, Lott fu scelto dai San Francisco 49ers nel corso del primo giro (8º assoluto) del Draft 1981. Il suo livello di abilità fu tale che già all'inizio del suo primo training camp gli fu assegnato il posto di cornerback sinistro titolare. Nella sua prima annata fece registrare 7 intercetti, contribuendo alla vittoria dei 49ers nel Super Bowl XVI e diventando solamente il secondo rookie della storia a ritornare 3 intercetti in touchdown. La sua prima stagione lo vide classificarsi al secondo posto nella classifica di rookie dell'anno dietro il linebacker dei New York Giants Lawrence Taylor.
Lott passò alla posizione di safety nel 1985. Egli subì l'amputazione della punta del dito mignolo della mano sinistra dopo la stagione 1985 a seguito di uno scontro durante un placcaggio sul running back Timmy Newsome, e un intervento chirurgico di innesto osseo non gli avrebbe permesso di essere pronto in tempo per la stagione 1986. Nella stagione 1986 saltò le ultime due gare a causa di un infortunio ma guidò comunque la lega con un record in carriera di 10 intercetti, oltre a mettere a segno 77 tackle, 3 fumble forzati e 2 sack. Nei suoi 10 anni trascorsi coi 49ers, Lott contribuì alla vittoria di 8 titoli di division e 4 Super Bowl: XVI (stagione 1981), XIX (1984), XXIII (1988) e XXIV (1989). È uno dei cinque giocatori ad aver vinto tutti e quattro i titoli dei 49ers durante gli anni ottanta. Gli altri sono il quarterback Joe Montana, il linebacker Keena Turner, il cornerback Eric Wright e il wide receiver Mike Wilson.
Dopo il decennio trascorso a San Francisco, Lott firmò in qualità di free agent nei 1991 coi Los Angeles Raiders e nel 1993 coi New York Jets. Nel 1991 guidò la lega in intercetti (8) per la seconda volta. Nel 1995, Lott firmò come free agent coi Kansas City Chiefs, ma si infortunò nella pre-stagione. Fece ritorno ai 49ers nei 1995, ma gli infortuni subiti nelle quattro stagioni precedenti lo costrinsero al ritiro prima dell'inizio della stagione. Fu inserito nella Pro Football Hall of Fame nel 2000, al suo primo anno eleggibilità, inserito nella formazione ideale del 75º anniversario della NFL e nel 2009 fu classificato da NFL.com al numero 11 tra i migliori cento giocatori di tutti i tempi.
Nelle sue 14 stagioni nella lega, Lott fece registrare 8,5 sack e 63 intercetti, ritornati per 730 yard e 5 touchdown. Recuperò inoltre 17 fumble, ritornandoli per 43 yard e guadagnò 113 yard sui ritorni da kickoff. Disputò 20 gare di playoff, totalizzando 20 intercetti, 89 tackle, un fumble forzato, uno recuperato e due touchdown. È stato inoltre inserito per 8 volte nella formazione ideale della stagione All-Pro. Al di là delle statistiche, Lott possedeva una spiccata propensione nel prevedere lo sviluppo dell'azione, che gli permetteva di avventarsi in anticipo sui passaggi, facendogli guadagnare la reputazione di uno dei più arcigni difensori in campo aperto della storia della lega.

## Palmarès

### Franchigia
- Super Bowl : 4

San Francisco 49ers: XVI, XIX, XXIII, XXIV
- National Football Conference Championship: 4

San Francisco 49ers: 1981, 1984, 1988, 1989

### Individuale
- Convocazioni al Pro Bowl: 10

1981, 1982, 1983, 1984, 1986, 1987, 1988, 1989, 1990, 1991
- First Team All-Pro: 8

1981, 1983, 1986, 1987, 1988, 1989, 1990, 1991
- Leader della NFL in intercetti: 2

1986, 1991
- Leader della NFL in fumble forzati: 1

1982
- PFWA All-Rookie Team - 1981
- Formazione ideale del 75º anniversario della National Football League
- Formazione ideale del 100º anniversario della National Football League
- Formazione ideale della NFL degli anni 1980
- Formazione ideale della NFL degli anni 1990
- Numero 42 ritirato dai 49ers
- Pro Football Hall of Fame (classe del 2000)
- Classificato al #11 tra i migliori cento giocatori di tutti i tempi da NFL.com